# Angelo Barrile

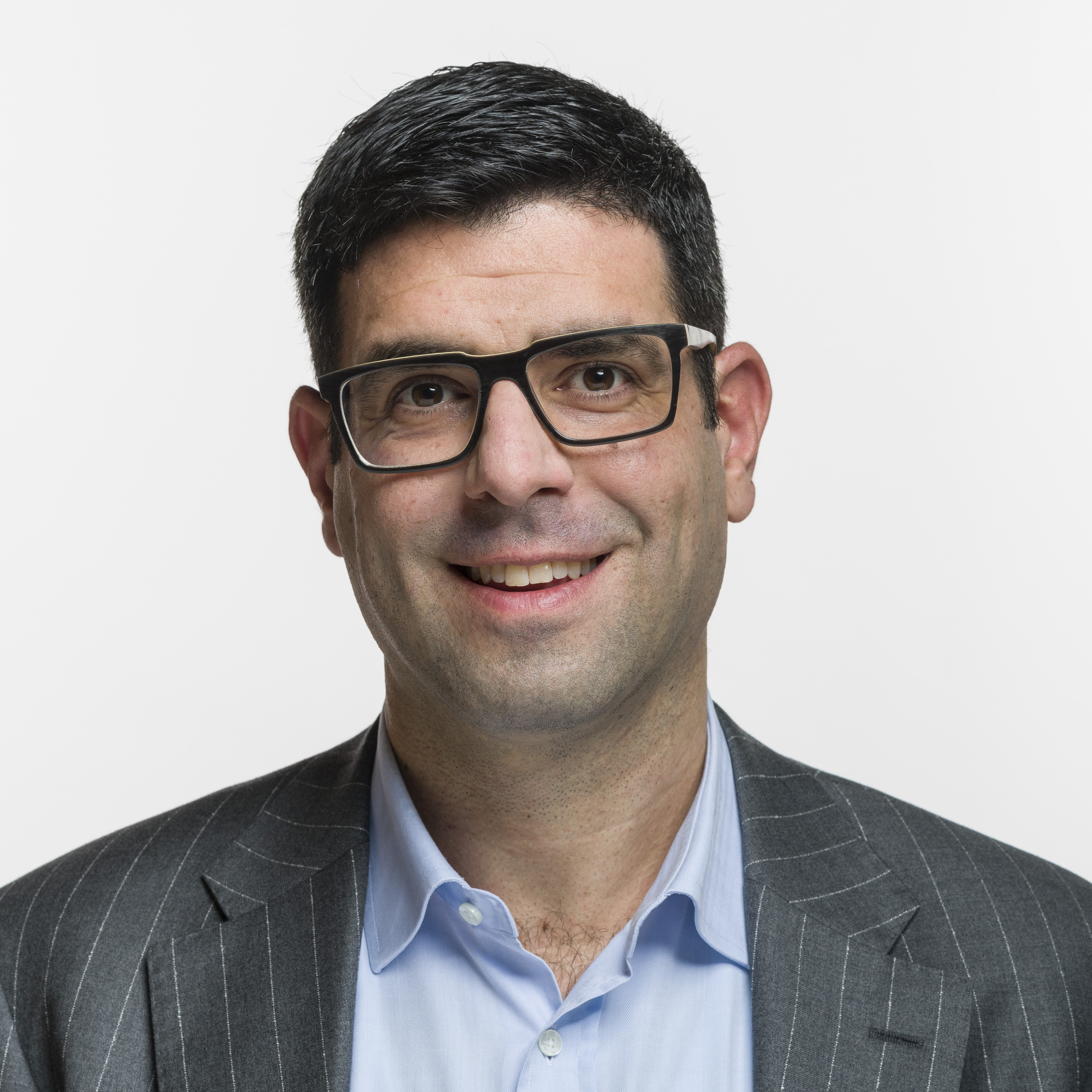
Angelo Barrile (2019)

Angelo Barrile (* 22. August 1976 in Winterthur) ist ein Schweizer Politiker (SP).

## Leben
Seine Eltern sind Anfang der 1970er Jahre als Arbeiterfamilie aus Sizilien in die Schweiz eingewandert. Angelo Barrile wurde 1976 in Winterthur als erstes Kind von zwei geboren. Aufgewachsen ist er in Pfungen und besuchte dort von 1981 bis 1989 den Kindergarten und die Primarschule. Von 1989 bis 1996 besuchte er die Kantonsschule Rychenberg in Winterthur und schloss mit einer Matura Typus D ab. Von 1996 bis 2002 studierte er Medizin an der Universität Zürich. Er lebt heute in Zürich und ist mit seinem langjährigen Lebenspartner in einer eingetragenen Partnerschaft. Er ist schweizerisch-italienischer Doppelbürger. In einem längeren Interview berichtete er über seine Nahtoderfahrung.

## Beruf
Im Jahr 2003 war er Assistenzarzt in der chirurgischen Klinik im Kreisspital für das Freiamt Muri AG. 2004 bis 2005 war er Assistenzarzt in der medizinischen Klinik im Spital Bülach. 2006 bis 2009 Assistenzarzt in der Psychiatrischen Universitätsklinik Zürich und von 2009 bis 2012 Assistenzarzt im Psychiatrisch-Psychologischen Dienst der Stadt Zürich. Seit 2012 ist er Arzt für allgemeine Innere Medizin in einer Gruppenpraxis in Zürich. Angelo Barrile ist Vizepräsident des Verbands Schweizerischer Assistenz- und Oberärztinnen und -ärzte (VSAO) sowie Präsident der Sexuellen Gesundheit Zürich (SeGZ).

## Politik
1998 trat er der Sozialdemokratischen Partei bei. Im August 2010 rutschte er in den Kantonsrat Zürich nach. Er vertrat die SP-Fraktion in der Kommission für Wirtschaft und Abgaben (WAK) bis 2011 und wurde anschliessend Mitglied der Kommission für soziale Sicherheit und Gesundheit (KSSG). Ende 2015 trat er zurück.
Bei den Schweizer Parlamentswahlen 2015 wurde er in den Nationalrat gewählt. Bei den Parlamentswahlen 2019 schaffte Barrile die Wiederwahl als Nationalrat. Zu den Parlamentswahlen 2023 trat er nach überstandener schwerer Erkrankung nicht mehr an.